# Shalalie shalala
Shalalie shalala, beter bekend als Alle duiven op de dam, is een lied van het Nederlandse duo Gert en Hermien. Hoewel het slechts een bescheiden hit werd, groeide het nummer wel uit tot het bekendste werk van het duo.

## Achtergrond
Het duo Gert Timmerman en Hermien van der Weide wist sinds de oprichting in 1963 gedurende de jaren 1960 diverse hits te scoren met levensliederen. Tegen het einde van het decennium kwam er een einde aan de reeks van hits. Timmerman bracht in 1970 solowerk uit terwijl Van der Weide zich ging concentreren op het opvoeden van de kinderen. In 1972 brachten ze weer als duo muziek uit. Hoewel de single Shalalie shalala slechts een bescheiden hitje werd, verkregen Gert en Hermien meer bekendheid dan ooit tevoren.
Vanwege hun geloofsovertuiging en bekering in 1974 verdween het duo al snel weer uit de hitlijsten, hoewel ze in christelijke kringen hun nieuwe albums nog goed wisten te verkopen. In 1990 werden Gert en Hermien door Bennie Jolink uitgenodigd voor een eenmalig optreden met de Achterhoekse rockband Normaal. Samen met hun beweeglijke privéleven en afkeren van de kerk leidde dit tot hernieuwde belangstelling in de media. Dit had onder andere tot gevolg dat er een remake van Shalalie shalala verscheen in een house-jasje.

## Single
In 1972 verscheen de 7"-single op vinyl. Shalalie shalala werd geschreven door H. Flame. De B-kant, Overal op de wereld, is een bewerking van Va, pensiero sull'ali dorate (Slavenkoor) uit de opera Nabucco van Verdi. De tekst werd geschreven door Flame, het arrangement werd verzorgd door Ferry Wienneke.

## Hitnoteringen
| Hitlijst            | # wkn | Piek |
| ------------------- | ----- | ---- |
| Daverende Dertig    | 3     | 27   |
| Top 40              | 7     | 23   |
| Ultratop 50 Singles | 1     | 27   |